# Gigi Galli
Gianluigi Gigi Galli, född 13 januari 1973, är en italiensk rallyförare, som sedan 2008 kör för Stobart Ford i Rally-VM. Galli debuterade i Rally-VM i och med Rally Monte Carlo 1997.